# KBS釜山放送総局
KBS釜山放送総局（ケービーエスプサンほうそうそうきょく 、朝: KBS부산방송총국）は、釜山広域市と慶尚南道東部の一部を放送エリアとする韓国放送公社（KBS）の地域放送局。

## 所在地
- 郵便番号:48316  韓国 釜山広域市水営区水営路 429（南川洞 63）

## 歴史
- 1935年9月21日 - 社団法人朝鮮放送協会釜山放送局（呼出符号（コールサイン）:JBAK）として開局（第1放送）。
- 1941年8月 - 第2放送開始。
- 1947年10月1日 - 呼出符号をHLKBに変更。
- 1952年7月31日 - 移動放送車を導入する。
- 1961年12月9日 - 影島送信所設置。周波数を890kHzに変更。
- 1968年4月10日 - 釜山テレビ送信所開局（9ch）
- 1972年11月15日 - テレビのローカル放送開始。
- 1980年7月10日 - FMラジオ放送開始 （92.7MHz）
- 1980年11月30日 - 言論統廃合により、この日廃局した民放・TBC東洋テレビジョン釜山放送（HLKE-TV/7ch）を統合。
- 1980年12月1日 - 第2テレビジョン放送開始（7ch）
- 1981年3月16日 - 第2ラジオ放送開始（97.1MHz）
- 1981年6月2日 - 教育ラジオ放送開始 （107.7MHz）
- 1985年9月 - KBS釜山放送総局に改称。
- 1986年 8月4日 - 日本・NHK大阪放送局の間で地域放送の協力協定を結ぶ
- 1988年5月 - 社屋を現在位置に移転。
- 2001年12月1日 - 金海送信所を自動化。
- 2004年7月12日 - 地上デジタルテレビジョン放送を開始。

## 組職
- 編成製作チーム:テレビ製作、編成
- 報道チーム:映像取材、取材
- 技術チーム:技術管理、テレビ技術、ラジオ技術、中継技術、送出技術
- 総務チーム:総務、財源管理

## 送信所・中継局一覧

### デジタルテレビ
第1テレビ
- リモコンキーID：9-1
- 呼出符号（コールサイン）：HLKB-DTV

第2テレビ
- リモコンキーID：7-1
- 呼出符号：HLKE-DTV

EBSテレビ
- リモコンキーID：10-1

| 送信所   | 物理チャンネル | 物理チャンネル | 物理チャンネル | 空中線電力 |
| 送信所   | 第１テレビ     | 第２テレビ     | EBSテレビ      | 空中線電力 |
| -------- | -------------- | -------------- | -------------- | ---------- |
| 荒嶺山   | K-14ch         | K-16ch         | K-18ch         | 2.5kW      |
| 鼎冠     | K-21ch         | K-23ch         | K-24ch         | 50W        |
| 機張     | K-32ch         | K-34ch         | K-36ch         | 90W        |
| 大辺港   | K-32ch         | K-34ch         | K-36ch         | 0.05W      |
| 萇山     | K-27ch         | K-29ch         | K-31ch         | 20W        |
| 万徳     | K-23ch         | K-37ch         | K-41ch         | 20W        |
| 東三     | K-14ch         | K-16ch         | K-18ch         | 0.05W      |
| 天馬山   | K-43ch         | K-44ch         | K-36ch         | 20W        |
| トンメ山 | K-20ch         | K-23ch         | K-36ch         | 5W         |
| 菉山     | K-38ch         | K-42ch         | K-48ch         | 90W        |
| 梁山     | K-20ch         | K-21ch         | K-50ch         | 90W        |
| 下北     | K-35ch         | K-39ch         | K-41ch         | 10W        |

### アナログテレビ
（2012年10月9日午後2時に終了）
第1テレビ
- 呼出符号：HLKB-TV

第2テレビ
- 呼出符号：HLKE-TV

| 送信所   | 第１テレビ | 第２テレビ | EBSテレビ | 空中線電力  |
| -------- | ---------- | ---------- | --------- | ----------- |
| 影島     | K-9ch      | K-7ch      | K-23ch    | 10kW / 30kW |
| 機張     | K-36ch     | K-38ch     | K-44ch    | 100W        |
| 萇山     | K-29ch     | K-35ch     | K-25ch    | 100W        |
| 荒嶺山   | K-55ch     | K-49ch     | K-59ch    | 500W        |
| 盤松     | K-41ch     | K-47ch     | K-53ch    | 10W         |
| 万徳     | K-27ch     | K-40ch     | K-33ch    | 100W        |
| 天馬山   | K-35ch     | K-47ch     | K-53ch    | 100W        |
| 槐亭     | K-25ch     | K-37ch     | -         | 10W         |
| トンメ山 | K-27ch     | K-21ch     | K-55ch    | 10W         |
| 菉山     | K-48ch     | K-50ch     | -         | 500W        |
| 梁山     | K-26ch     | K-29ch     | K-53ch    | 100W        |
| 下北     | K-47ch     | K-49ch     | -         | 10W         |

### ラジオ
第1ラジオ
| 送信所 | 周波数      | 空中線電力 | 呼出符号 |
| ------ | ----------- | ---------- | -------- |
| 金海   | AM 891kHz   | 100kW      | HLKB     |
| 荒嶺山 | FM 103.7MHz | 3kW        | HLKB-SFM |
| 鼎冠   | FM 91.3MHz  | 20W        | なし     |
| 機張   | FM 91.3MHz  | 30W        | なし     |
| 梁山   | FM 91.3MHz  | 20W        | なし     |
| 菉山   | FM 91.3MHz  | 30W        | なし     |

第2ラジオ（Happy FM）
| 送信所 | 周波数     | 空中線電力 | 呼出符号 |
| ------ | ---------- | ---------- | -------- |
| 荒嶺山 | FM 97.1MHz | 3kW        | HLKE-FM  |

音楽FM
| 送信所 | 周波数     | 空中線電力 | 呼出符号 |
| ------ | ---------- | ---------- | -------- |
| 荒嶺山 | FM 92.7MHz | 3kW        | HLKB-FM  |

### 地上波DMB
U-KBS
| 送信所 | 物理チャンネル（周波数） | 空中線電力 |
| ------ | ------------------------ | ---------- |
| 荒嶺山 | K-12Bch (207.008MHz)     | 2kW        |
| 菉山   | K-12Bch (207.008MHz)     | 90W        |

## 釜山広域市の放送局
- 釜山文化放送（釜山MBC）
- KNN（KNN・SBS系列）
- 基督敎釜山放送
- FEBC釜山極東放送
- 釜山仏教放送

## 海外の提携局
- 日本 NHK大阪放送局

## 備考
ソウルにあった民放・TBC東洋放送の直営テレビ局・東洋テレビジョン釜山放送（HLKE-TV/7ch）が、言論統廃合により1980年11月30日の放送を最後に廃局。KBS釜山放送局に統合。翌日から東洋放送を統合して出来たチャンネル「KBS釜山第2テレビジョン」として放送開始。しかし第2テレビジョンが、今のようなバラエティあり、ドラマあり、ニュースあり、コマーシャルありの総合編成番組が放送されるのは、数年間後になってからのことである。
釜山第1ラジオ放送（890kHz→891kHz　後に103.7MHzも）と、KBS蔚山放送局（1450KHZ→1449KHz）は1962年3月1日から1995年4月3日までの間、KBSワールドラジオ（当時は大韓の声放送→ラジオ韓国）の日本語放送を現地時間24時から1時の1時間放送していた。これは夜間、日本でも韓国からの電波が比較的届きやすかったことを配慮したもの。当時同じ周波数で放送されているNHK仙台放送局のラジオ第1放送は24時～5時はメンテナンスによる休止時間になっていた。このため一時期「午前0時から日本語放送をお送りします」というアナウンスが時報の前に放送されたことがあった。現在は廃止されている。
同様に韓国国内向けの周波数を使った対日日本語の放送はFEBCの「済州極東放送」（旧・亜細亜放送。HLDA→HLAZ。1566KHZ・ 104.7MHZ・101.1MHz（西帰浦中継））があり、こちらは現在も実施している。
NHK大阪放送局と1986年8月4日に協定を結び、地域放送において協力関係にある。朝鮮通信使400年目だった2007年、NHK大阪放送局と通信使関連の番組を1本ずつ制作し、両局で放映した。NHK大阪は、『かんさい特集「朝鮮通信使400年　その知られざる歴史」』を制作。KBS釜山が制作した『朝鮮通信使　400年前の韓流』もNHKで放送された。